# Al-Chartum
Al-Chartum (arabisch الخرطوم al-Chartūm, DMG al-Ḫarṭūm; Alternativschreibung al-Khartum) ist ein Bundesstaat im Sudan.

Er hat eine Fläche von 22.142 km² und rund 7,7 Millionen Einwohner. Er umfasst die Landeshauptstadt Khartum und deren Umgebung.

## Geographie
Mit Khartum, Omdurman und al-Chartum Bahri gehören die drei größten Städte des Sudan zum Bundesstaat. Von Süden her fließend trifft der Weiße Nil den aus Südosten kommenden Blauen Nil und bildet mit ihm zusammen den Nil, der nach Norden abfließt. Der Bundesstaat ist durch eine relativ ebene Fläche gekennzeichnet.

### Distrikte
- al-Chartum
- al-Chartum Bahri
- Dschabal Aulia
- Karary
- Omdurman
- Um Badda
- Scharq an-Nile

## Bevölkerungsentwicklung
| Jahr              | Einwohner |
| ----------------- | --------- |
| 1993 (Zensus)     | 3.512.144 |
| 2008 (Zensus)     | 4.980.279 |
| 2017 (Berechnung) | 7.687.500 |

## Geschichte
Von 1919 bis 1976 war al-Chartum erst eine Provinz des Anglo-Ägyptischen Sudans, dann eine Provinz des unabhängigen Sudan. Im Jahr 1991 wurde die Provinz in einen Bundesstaat umgewandelt. Im Gegensatz zu anderen sudanesischen Bundesstaaten blieb al-Chartum bis auf kleinere Änderungen immer in seinen Gebietsgrenzen bestehen.

## Bildung
- Ahfad-Universität für Frauen
- Universität Khartum
- Universität Sudan für Wissenschaft und Technologie